# Ciporos
Ciporos is een bestuurslaag in het regentschap Cilacap van de provincie Midden-Java, Indonesië. Ciporos telt 9862 inwoners (volkstelling 2010).